# Sparabara

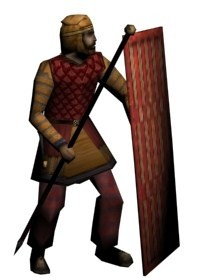
Una interpretació de Sparabara

Els sparabara (del persa, significa "portadors d'escut") eren la infanteria de l'exèrcit pesant de l'Imperi Persa aquemènida. Eren generalment els primers a disposició per a entaular combat amb l'enemic. Encara que no se'n sap gaire sobre ells avui, es creu que eren l'espinada de l'exèrcit persa, formant una paret defensiva i utilitzant les seves llances de dos metres de llarg per a protegir a les tropes més vulnerables, tals com els arquers.
Els sparabara eren escollits entre els membres de ple dret de la societat persa, eren entrenats des de la infantesa per a ser soldats i quan no estaven capacitats per a lluitar en campanyes militars, practicaven la cacera a les extenses planures de Pèrsia. No obstant això, quan hi havia tranquil·litat en l'imperi i la "Pax Persa" regnava, el sparabara tornava a la vida normal, a conrear la terra i a criar bestiar. És per això que no se'ls considera soldats professionals, encara que estaven ben entrenats i tenien prou coratge per a mantenir la formació un temps suficient fins que es realitzés un contraatac.
Les seves armadures solien ser de lli embuatat i portaven uns grans escuts rectangulars de vímet; una forma de defensa manejable i lleugera. Això, tanmateix, els deixava en un desavantatge sever contra la infanteria pesant grega, com els hoplites, i les llances perses no donaven als sparabara l'abast necessari per a atacar una falange entrenada. Els escuts de canya i vímet podien parar fletxes però no oferien una protecció suficient contra les llances. No obstant això, els sparabara podia tractar amb la majoria de les altres infanteries.